# 德拉斯條鰍
德拉斯條鰍（學名：Nemacheilus drassensis）為輻鰭魚綱鯉形目條鰍科條鰍屬的其中一種。分布於亞洲印度淡水流域，棲息在礫石底質河川底層水域，生活習性不明。

## 扩展阅读
維基物種上的相關：德拉斯條鰍